# Temporada 2014-15 de Fórmula E
La temporada 2014-15 de Fórmula E fue la temporada inaugural del nuevo campeonato de monoplazas eléctricos organizado por la Federación Internacional del Automóvil (FIA). La temporada comenzó el 13 de septiembre de 2014 en Pekín y finalizó el 28 de junio de 2015 en Londres tras once carreras.

## Equipos y pilotos
| Escudería                                | N.º | Pilotos                | Carreras |
| ---------------------------------------- | --- | ---------------------- | -------- |
| Virgin Racing Formula E Team             | 2   | Sam Bird               | Todas    |
| Virgin Racing Formula E Team             | 3   | Jaime Alguersuari      | 1-9      |
| Virgin Racing Formula E Team             | 3   | Fabio Leimer           | 10–11    |
| Mahindra Racing Formula E Team           | 5   | Karun Chandhok         | Todas    |
| Mahindra Racing Formula E Team           | 21  | Bruno Senna            | Todas    |
| Dragon Racing Formula E Team             | 6   | Oriol Servià           | 1-4      |
| Dragon Racing Formula E Team             | 6   | Loïc Duval             | 5-11     |
| Dragon Racing Formula E Team             | 7   | Jérôme d'Ambrosio      | Todas    |
| e.Dams Renault Formula E Team            | 8   | Nicolas Prost          | Todas    |
| e.Dams Renault Formula E Team            | 9   | Sébastien Buemi        | Todas    |
| Trulli Formula E Team                    | 10  | Jarno Trulli           | Todas    |
| Trulli Formula E Team                    | 18  | Michela Cerruti        | 1-4      |
| Trulli Formula E Team                    | 18  | Vitantonio Liuzzi      | 5-9      |
| Trulli Formula E Team                    | 18  | Alex Fontana           | 10-11    |
| Audi Sport ABT Schaeffler Formula E Team | 11  | Lucas Di Grassi        | Todas    |
| Audi Sport ABT Schaeffler Formula E Team | 66  | Daniel Abt             | Todas    |
| Venturi Formula E Team                   | 23  | Nick Heidfeld          | Todas    |
| Venturi Formula E Team                   | 30  | Stéphane Sarrazin      | Todas    |
| Andretti Formula E Team                  | 27  | Franck Montagny        | 1-2      |
| Andretti Formula E Team                  | 27  | Jean-Éric Vergne       | 3-11     |
| Andretti Formula E Team                  | 28  | Charles Pic            | 1        |
| Andretti Formula E Team                  | 28  | Matthew Brabham        | 2-3      |
| Andretti Formula E Team                  | 28  | Marco Andretti         | 4        |
| Andretti Formula E Team                  | 28  | Scott Speed            | 5-8      |
| Andretti Formula E Team                  | 28  | Justin Wilson          | 9        |
| Andretti Formula E Team                  | 28  | Simona de Silvestro    | 10–11    |
| Amlin Aguri Formula E Team               | 55  | Takuma Satō            | 1        |
| Amlin Aguri Formula E Team               | 55  | António Félix da Costa | 2-9      |
| Amlin Aguri Formula E Team               | 55  | Sakon Yamamoto         | 10–11    |
| Amlin Aguri Formula E Team               | 77  | Katherine Legge        | 1-2      |
| Amlin Aguri Formula E Team               | 77  | Salvador Durán         | 3-11     |
| NEXTEV TCR Formula E Team                | 88  | Ho-Pin Tung            | 1-2, 4   |
| NEXTEV TCR Formula E Team                | 88  | Antonio García         | 3, 9     |
| NEXTEV TCR Formula E Team                | 88  | Charles Pic            | 5-8      |
| NEXTEV TCR Formula E Team                | 88  | Oliver Turvey          | 10–11    |
| NEXTEV TCR Formula E Team                | 99  | Nelson Piquet, Jr.     | Todas    |

## Monoplaza

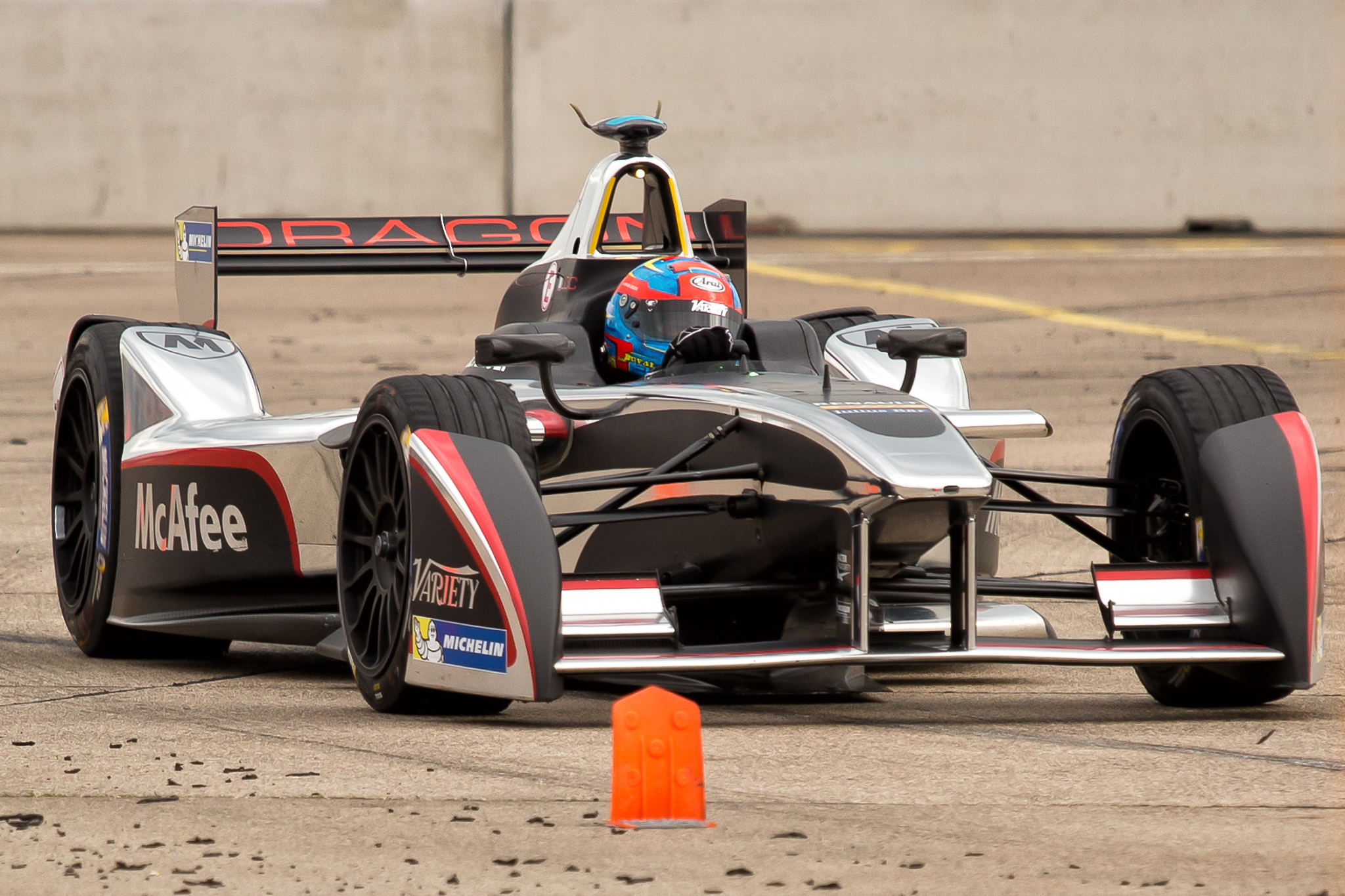
Spark-Renault SRT 01E

En la temporada inaugural todos los equipos compiten con el mismo monoplaza; el Spark-Renault SRT 01E. El chasis ha sido diseñado por Dallara, con un motor eléctrico desarrollado por McLaren (el mismo que el utilizado en el McLaren P1), un sistema de batería creado por Williams Racing y una caja de cambios de cinco velocidades. Michelin es el proveedor oficial de neumáticos.

## Entrenamientos

### Pretemporada
| Sesión | Fecha        | Circuito                                  | País        | Piloto          | Escudería      | Mejor tiempo | Vueltas |
| ------ | ------------ | ----------------------------------------- | ----------- | --------------- | -------------- | ------------ | ------- |
| 1      | 3 de julio   | Donington Park, North West Leicestershire | Reino Unido | Sébastien Buemi | e.Dams Renault | 1:35.475     | 36      |
| 1      | 4 de julio   | Donington Park, North West Leicestershire | Reino Unido | Lucas Di Grassi | Audi Sport ABT | 1:31.973     | 37      |
|        |              |                                           |             |                 |                |              |         |
| 2      | 9 de julio   | Donington Park, North West Leicestershire | Reino Unido | Sébastien Buemi | e.Dams Renault | 1:31.910     | 45      |
| 2      | 10 de julio  | Donington Park, North West Leicestershire | Reino Unido | Sébastien Buemi | e.Dams Renault | 1:31.083     | 44      |
|        |              |                                           |             |                 |                |              |         |
| 3      | 19 de agosto | Donington Park, North West Leicestershire | Reino Unido | Sébastien Buemi | e.Dams Renault | 1:31.792     | 70      |

### En temporada
| Sesión | Fecha                   | Circuito                                          | País    | Piloto            | Escudería | Mejor tiempo | Vueltas |
| ------ | ----------------------- | ------------------------------------------------- | ------- | ----------------- | --------- | ------------ | ------- |
| 3      | 14 de diciembre de 2014 | Circuito callejero de Playa Brava, Punta del Este | Uruguay | Stéphane Sarrazin | Venturi   | 1:14.649     | 82      |

## Calendario
| Carrera | ePrix                | País           | Circuito                              | Fecha                    |
| ------- | -------------------- | -------------- | ------------------------------------- | ------------------------ |
| 1       | Pekín ePrix          | China          | Circuito del Parque Olímpico de Pekín | 13 de septiembre de 2014 |
| 2       | Putrajaya ePrix      | Malasia        | Circuito callejero de Putrajaya       | 22 de noviembre de 2014  |
| 3       | Punta del Este ePrix | Uruguay        | Circuito callejero de Playa Brava     | 13 de diciembre de 2014  |
| 4       | Buenos Aires ePrix   | Argentina      | Circuito callejero de Puerto Madero   | 10 de enero de 2015      |
| 5       | Miami ePrix          | Estados Unidos | Circuito callejero de Biscayne Bay    | 14 de marzo de 2015      |
| 6       | Long Beach ePrix     | Estados Unidos | Circuito callejero de Long Beach      | 4 de abril de 2015       |
| 7       | Mónaco ePrix         | Mónaco         | Circuito callejero de Mónaco          | 9 de mayo de 2015        |
| 8       | Berlín ePrix         | Alemania       | Aeropuerto de Berlín-Tempelhof        | 23 de mayo de 2015       |
| 9       | Moscú ePrix          | Rusia          | Circuito callejero de Moscú           | 6 de junio de 2015       |
| 10      | Londres ePrix        | Reino Unido    | Circuito callejero de Londres         | 27 de junio de 2015      |
| 11      | Londres ePrix        | Reino Unido    | Circuito callejero de Londres         | 28 de junio de 2015      |

## Resultados

### Resultado ePrix
| N.º | Fecha                    | ePrix                                                                                 | Mapa del Circuito | Resultados         | Resultados             | Anexos     |
| --- | ------------------------ | ------------------------------------------------------------------------------------- | ----------------- | ------------------ | ---------------------- | ---------- |
| 1   | 13 de septiembre de 2014 | Pekín ePrix Circuito del Parque Olímpico de Pekín Longitud: 3,44 km Vueltas: 25       |                   | Ganador            | Lucas Di Grassi        | Resultados |
| 1   | 13 de septiembre de 2014 | Pekín ePrix Circuito del Parque Olímpico de Pekín Longitud: 3,44 km Vueltas: 25       | 2º puesto         | Franck Montagny    |                        | Resultados |
| 1   | 13 de septiembre de 2014 | Pekín ePrix Circuito del Parque Olímpico de Pekín Longitud: 3,44 km Vueltas: 25       | 3º puesto         | Sam Bird           |                        | Resultados |
| 1   | 13 de septiembre de 2014 | Pekín ePrix Circuito del Parque Olímpico de Pekín Longitud: 3,44 km Vueltas: 25       | Vuelta rápida     | Takuma Satō        |                        | Resultados |
| 1   | 13 de septiembre de 2014 | Pekín ePrix Circuito del Parque Olímpico de Pekín Longitud: 3,44 km Vueltas: 25       | Pole Position     | Nicolas Prost      |                        | Resultados |
| 2   | 22 de noviembre de 2014  | Putrajaya ePrix Circuito callejero de Putrajaya Longitud: 2,56 km Vueltas: 31         |                   | Ganador            | Sam Bird               | Resultados |
| 2   | 22 de noviembre de 2014  | Putrajaya ePrix Circuito callejero de Putrajaya Longitud: 2,56 km Vueltas: 31         | 2º puesto         | Lucas Di Grassi    |                        | Resultados |
| 2   | 22 de noviembre de 2014  | Putrajaya ePrix Circuito callejero de Putrajaya Longitud: 2,56 km Vueltas: 31         | 3º puesto         | Sébastien Buemi    |                        | Resultados |
| 2   | 22 de noviembre de 2014  | Putrajaya ePrix Circuito callejero de Putrajaya Longitud: 2,56 km Vueltas: 31         | Vuelta rápida     | Jaime Alguersuari  |                        | Resultados |
| 2   | 22 de noviembre de 2014  | Putrajaya ePrix Circuito callejero de Putrajaya Longitud: 2,56 km Vueltas: 31         | Pole Position     | Oriol Servià       |                        | Resultados |
| 3   | 13 de diciembre de 2014  | Punta del Este ePrix Circuito callejero de Playa Brava Longitud: 2,808 km Vueltas: 31 |                   | Ganador            | Sébastien Buemi        | Resultados |
| 3   | 13 de diciembre de 2014  | Punta del Este ePrix Circuito callejero de Playa Brava Longitud: 2,808 km Vueltas: 31 | 2º puesto         | Nelson Piquet Jr.  |                        | Resultados |
| 3   | 13 de diciembre de 2014  | Punta del Este ePrix Circuito callejero de Playa Brava Longitud: 2,808 km Vueltas: 31 | 3º puesto         | Lucas Di Grassi    |                        | Resultados |
| 3   | 13 de diciembre de 2014  | Punta del Este ePrix Circuito callejero de Playa Brava Longitud: 2,808 km Vueltas: 31 | Vuelta rápida     | Daniel Abt         |                        | Resultados |
| 3   | 13 de diciembre de 2014  | Punta del Este ePrix Circuito callejero de Playa Brava Longitud: 2,808 km Vueltas: 31 | Pole Position     | Jean-Éric Vergne   |                        | Resultados |
| 4   | 10 de enero de 2015      | Buenos Aires ePrix Circuito callejero de Puerto Madero Longitud: 2,444 km Vueltas: 35 |                   | Ganador            | António Félix da Costa | Resultados |
| 4   | 10 de enero de 2015      | Buenos Aires ePrix Circuito callejero de Puerto Madero Longitud: 2,444 km Vueltas: 35 | 2º puesto         | Nicolas Prost      |                        | Resultados |
| 4   | 10 de enero de 2015      | Buenos Aires ePrix Circuito callejero de Puerto Madero Longitud: 2,444 km Vueltas: 35 | 3º puesto         | Nelson Piquet Jr.  |                        | Resultados |
| 4   | 10 de enero de 2015      | Buenos Aires ePrix Circuito callejero de Puerto Madero Longitud: 2,444 km Vueltas: 35 | Vuelta rápida     | Sam Bird           |                        | Resultados |
| 4   | 10 de enero de 2015      | Buenos Aires ePrix Circuito callejero de Puerto Madero Longitud: 2,444 km Vueltas: 35 | Pole Position     | Sébastien Buemi    |                        | Resultados |
| 5   | 14 de marzo de 2015      | Miami ePrix Circuito callejero de Biscayne Bay Longitud: 2,17 km Vueltas: 39          |                   | Ganador            | Nicolas Prost          | Resultados |
| 5   | 14 de marzo de 2015      | Miami ePrix Circuito callejero de Biscayne Bay Longitud: 2,17 km Vueltas: 39          | 2º puesto         | Scott Speed        |                        | Resultados |
| 5   | 14 de marzo de 2015      | Miami ePrix Circuito callejero de Biscayne Bay Longitud: 2,17 km Vueltas: 39          | 3º puesto         | Daniel Abt         |                        | Resultados |
| 5   | 14 de marzo de 2015      | Miami ePrix Circuito callejero de Biscayne Bay Longitud: 2,17 km Vueltas: 39          | Vuelta rápida     | Nelson Piquet Jr.  |                        | Resultados |
| 5   | 14 de marzo de 2015      | Miami ePrix Circuito callejero de Biscayne Bay Longitud: 2,17 km Vueltas: 39          | Pole Position     | Jean-Éric Vergne   |                        | Resultados |
| 6   | 4 de abril de 2015       | Long Beach ePrix Circuito callejero de Long Beach Longitud: 2,13 km Vueltas: 39       |                   | Ganador            | Nelson Piquet Jr.      | Resultados |
| 6   | 4 de abril de 2015       | Long Beach ePrix Circuito callejero de Long Beach Longitud: 2,13 km Vueltas: 39       | 2º puesto         | Jean-Éric Vergne   |                        | Resultados |
| 6   | 4 de abril de 2015       | Long Beach ePrix Circuito callejero de Long Beach Longitud: 2,13 km Vueltas: 39       | 3º puesto         | Lucas di Grassi    |                        | Resultados |
| 6   | 4 de abril de 2015       | Long Beach ePrix Circuito callejero de Long Beach Longitud: 2,13 km Vueltas: 39       | Vuelta rápida     | Nicolas Prost      |                        | Resultados |
| 6   | 4 de abril de 2015       | Long Beach ePrix Circuito callejero de Long Beach Longitud: 2,13 km Vueltas: 39       | Pole Position     | Daniel Abt         |                        | Resultados |
| 7   | 9 de mayo de 2015        | Mónaco ePrix Circuito de Monte Carlo Longitud: 1,76 km Vueltas: 47                    |                   | Ganador            | Sébastien Buemi        | Resultados |
| 7   | 9 de mayo de 2015        | Mónaco ePrix Circuito de Monte Carlo Longitud: 1,76 km Vueltas: 47                    | 2º puesto         | Lucas di Grassi    |                        | Resultados |
| 7   | 9 de mayo de 2015        | Mónaco ePrix Circuito de Monte Carlo Longitud: 1,76 km Vueltas: 47                    | 3º puesto         | Nelson Piquet, Jr. |                        | Resultados |
| 7   | 9 de mayo de 2015        | Mónaco ePrix Circuito de Monte Carlo Longitud: 1,76 km Vueltas: 47                    | Vuelta rápida     | Jean-Éric Vergne   |                        | Resultados |
| 7   | 9 de mayo de 2015        | Mónaco ePrix Circuito de Monte Carlo Longitud: 1,76 km Vueltas: 47                    | Pole Position     | Sébastien Buemi    |                        | Resultados |
| 8   | 23 de mayo de 2015       | Berlín ePrix Circuito del aeropuerto Berlín-Tempelhof Longitud: 2,46 km Vueltas: 33   |                   | Ganador            | Jérôme d'Ambrosio      | Resultados |
| 8   | 23 de mayo de 2015       | Berlín ePrix Circuito del aeropuerto Berlín-Tempelhof Longitud: 2,46 km Vueltas: 33   | 2º puesto         | Sébastien Buemi    |                        | Resultados |
| 8   | 23 de mayo de 2015       | Berlín ePrix Circuito del aeropuerto Berlín-Tempelhof Longitud: 2,46 km Vueltas: 33   | 3º puesto         | Loïc Duval         |                        | Resultados |
| 8   | 23 de mayo de 2015       | Berlín ePrix Circuito del aeropuerto Berlín-Tempelhof Longitud: 2,46 km Vueltas: 33   | Vuelta rápida     | Nelson Piquet, Jr. |                        | Resultados |
| 8   | 23 de mayo de 2015       | Berlín ePrix Circuito del aeropuerto Berlín-Tempelhof Longitud: 2,46 km Vueltas: 33   | Pole Position     | Jarno Trulli       |                        | Resultados |
| 9   | 6 de junio de 2015       | Moscú ePrix Circuito callejero de Moscú Longitud: 2,39 km Vueltas: 35                 |                   | Ganador            | Nelson Piquet, Jr.     | Resultados |
| 9   | 6 de junio de 2015       | Moscú ePrix Circuito callejero de Moscú Longitud: 2,39 km Vueltas: 35                 | 2º puesto         | Lucas di Grassi    |                        | Resultados |
| 9   | 6 de junio de 2015       | Moscú ePrix Circuito callejero de Moscú Longitud: 2,39 km Vueltas: 35                 | 3º puesto         | Nick Heidfeld      |                        | Resultados |
| 9   | 6 de junio de 2015       | Moscú ePrix Circuito callejero de Moscú Longitud: 2,39 km Vueltas: 35                 | Vuelta rápida     | Sébastien Buemi    |                        | Resultados |
| 9   | 6 de junio de 2015       | Moscú ePrix Circuito callejero de Moscú Longitud: 2,39 km Vueltas: 35                 | Pole Position     | Jean-Éric Vergne   |                        | Resultados |
| 10  | 27 de junio de 2015      | Londres ePrix Circuito callejero de Londres Longitud: 2,92 km Vueltas: 29             |                   | Ganador            | Sébastien Buemi        | Resultados |
| 10  | 27 de junio de 2015      | Londres ePrix Circuito callejero de Londres Longitud: 2,92 km Vueltas: 29             | 2º puesto         | Jérôme d'Ambrosio  |                        | Resultados |
| 10  | 27 de junio de 2015      | Londres ePrix Circuito callejero de Londres Longitud: 2,92 km Vueltas: 29             | 3º puesto         | Jean-Éric Vergne   |                        | Resultados |
| 10  | 27 de junio de 2015      | Londres ePrix Circuito callejero de Londres Longitud: 2,92 km Vueltas: 29             | Vuelta rápida     | Lucas di Grassi    |                        | Resultados |
| 10  | 27 de junio de 2015      | Londres ePrix Circuito callejero de Londres Longitud: 2,92 km Vueltas: 29             | Pole Position     | Sébastien Buemi    |                        | Resultados |
| 11  | 28 de junio de 2015      | Londres ePrix Circuito callejero de Londres Longitud: 2,92 km Vueltas: 29             |                   |                    |                        | Resultados |
| 11  | 28 de junio de 2015      | Londres ePrix Circuito callejero de Londres Longitud: 2,92 km Vueltas: 29             | 2º puesto         | Jérôme d'Ambrosio  |                        | Resultados |
| 11  | 28 de junio de 2015      | Londres ePrix Circuito callejero de Londres Longitud: 2,92 km Vueltas: 29             | 3º puesto         | Loïc Duval         |                        | Resultados |
| 11  | 28 de junio de 2015      | Londres ePrix Circuito callejero de Londres Longitud: 2,92 km Vueltas: 29             | Vuelta rápida     | Sam Bird           |                        | Resultados |
| 11  | 28 de junio de 2015      | Londres ePrix Circuito callejero de Londres Longitud: 2,92 km Vueltas: 29             | Pole Position     | Stéphane Sarrazin  |                        | Resultados |

## Estadísticas del campeonato

### Puntuaciones
| Posición | 1º | 2º | 3º | 4º | 5º | 6º | 7º | 8º | 9º | 10º | Poles | VR |
| Puntos   | 25 | 18 | 15 | 12 | 10 | 8  | 6  | 4  | 2  | 1   | 3     | 2  |

### Campeonato de Pilotos
| Pos. | Piloto                 | PEK  | PUT  | PDE  | BUE | MIA  | LBH  | MON  | BER | MOS | LON  | LON | Puntos |
| ---- | ---------------------- | ---- | ---- | ---- | --- | ---- | ---- | ---- | --- | --- | ---- | --- | ------ |
| 1    | Nelson Piquet, Jr.     | 8    | Ret  | 2    | 3   | 5    | 1*   | 3*   | 4*  | 1*  | 5*   | 7*  | 144    |
| 2    | Sébastien Buemi        | Ret  | 3    | 1    | Ret | 13   | 4    | 1    | 2*  | 9*  | 1    | 5*  | 143    |
| 3    | Lucas Di Grassi        | 1*   | 2    | 3    | Ret | 9    | 3    | 2    | DSQ | 2*  | 4    | 6   | 133    |
| 4    | Jérôme d'Ambrosio      | 6    | 5    | 8    | 14  | 4    | 6    | 5    | 1   | 11  | 2    | 2   | 113    |
| 5    | Sam Bird               | 3    | 1    | Ret  | 7   | 8    | Ret* | 4    | 8   | Ret | 6    | 1   | 103    |
| 6    | Nicolas Prost          | 12†  | 4    | 7    | 2   | 1    | 14   | 6    | 10  | 8   | 7    | 10  | 89     |
| 7    | Jean-Éric Vergne       |      |      | 14†* | 6*  | 18†* | 2*   | Ret* | 7   | 4   | 3    | 16  | 70     |
| 8    | António Félix da Costa |      | 8    | Ret  | 1   | 6    | 7    | 9    | 11  | 7   |      |     | 51     |
| 9    | Loïc Duval             |      |      |      |     | 7    | 9    | Ret  | 3   | 15  | 8    | 3   | 42     |
| 10   | Bruno Senna            | Ret* | 14†* | 6    | 5*  | Ret* | 5    | Ret  | 17  | 16  | 16   | 4   | 40     |
| 11   | Daniel Abt             | 10   | 10   | 15   | 13† | 3    | 15   | Ret  | 14  | 5   | Ret  | 11  | 32     |
| 12   | Nick Heidfeld          | 13†  | DSQ* | 10*  | 8*  | 12   | 11   | 10   | 5   | 3   | 13   | Ret | 31     |
| 13   | Jaime Alguersuari      | 11   | 9    | 5    | 4   | 11   | 8    | Ret  | 12  | 13  |      |     | 30     |
| 14   | Stéphane Sarrazin      | 9    | 12   | Ret  | 10  | Ret  | 10   | 7    | 6   | 14  | 10   | 15  | 22     |
| 15   | Scott Speed            |      |      |      |     | 2    | Ret  | 12   | 13  |     |      |     | 18     |
| 16   | Franck Montagny        | 2    | DSQ  |      |     |      |      |      |     |     |      |     | 18     |
| 17   | Karun Chandhok         | 5    | 6    | 13   | Ret | 14   | 12   | 13   | 18  | 12  | 12   | 13  | 18     |
| 18   | Charles Pic            | 4    |      |      |     | 17   | 16   | 8    | 15* |     |      |     | 16     |
| 19   | Oriol Servià           | 7    | 7    | 9    | 9   |      |      |      |     |     |      |     | 16     |
| 20   | Jarno Trulli           | Ret  | 16   | 4    | Ret | 15   | Ret  | 11   | 19† | 18  | 15   | Ret | 15     |
| 21   | Salvador Durán         |      |      | 16*  | DSQ | 10*  | Ret  | Ret* | 16  | 6   | 17   | 8   | 13     |
| 22   | Oliver Turvey          |      |      |      |     |      |      |      |     |     | 9*   | 9*  | 4      |
| 23   | Vitantonio Liuzzi      |      |      |      |     | 16   | 13   | NC   | 9   | 17  |      |     | 2      |
| 24   | Takuma Satō            | Ret  |      |      |     |      |      |      |     |     |      |     | 2      |
| 25   | Justin Wilson          |      |      |      |     |      |      |      |     | 10  |      |     | 1      |
| 26   | Ho-Pin Tung            | 16   | 11   |      | 11  |      |      |      |     |     |      |     | 0      |
| 27   | Simona de Silvestro    |      |      |      |     |      |      |      |     |     | 11   | 12  | 0      |
| 28   | Antonio García         |      |      | 11   |     |      |      |      |     | 19  |      |     | 0      |
| 29   | Michela Cerruti        | 14   | Ret  | 12   | Ret |      |      |      |     |     |      |     | 0      |
| 30   | Marco Andretti         |      |      |      | 12  |      |      |      |     |     |      |     | 0      |
| 31   | Matthew Brabham        |      | 13   | Ret  |     |      |      |      |     |     |      |     | 0      |
| 32   | Fabio Leimer           |      |      |      |     |      |      |      |     |     | 14   | Ret | 0      |
| 33   | Alex Fontana           |      |      |      |     |      |      |      |     |     | Ret  | 14  | 0      |
| 34   | Katherine Legge        | 15*  | 15*  |      |     |      |      |      |     |     |      |     | 0      |
| NC   | Sakon Yamamoto         |      |      |      |     |      |      |      |     |     | Ret* | Ret | 0      |
| Pos. | Piloto                 | PEK  | PUT  | PDE  | BUE | MIA  | LBH  | MON  | BER | MOS | LON  | LON | Pts    |

| Color     | Resultado                                                               |
| --------- | ----------------------------------------------------------------------- |
| Oro       | Ganador                                                                 |
| Plata     | 2.ª plaza                                                               |
| Bronce    | 3.ª plaza                                                               |
| Verde     | Finalizó en los puntos                                                  |
| Azul      | Finalizó sin puntos                                                     |
| Azul      | NC - No clasificado                                                     |
| Violeta   | Ret - No terminó (Carrera)                                              |
| Rojo      | DNQ - No se clasificó                                                   |
| Negro     | DSQ - Descalificado                                                     |
| Blanco    | DNS - No empezó (carrera)                                               |
| Blanco    | WD - Retirado (fin de semana)                                           |
| Blanco    | C - Carrera cancelada                                                   |
| Sin color | DNP - Inscrito pero no participó                                        |
| Sin color | INJ - Lesionado                                                         |
| Sin color | EX - Excluido                                                           |
| Estado    | Resultado                                                               |
| Negrita   | Pole position                                                           |
| Cursiva   | Vuelta rápida                                                           |
| †         | Abandona, pero clasifica al completar el porcentaje requerido para ello |

### Campeonato de Equipos
| Pos. | Escudería       | N.º | PEK  | PUT  | PDE  | BUE | MIA  | LBH  | MON  | BER | MOS | LON  | LON | Pts    |
| ---- | --------------- | --- | ---- | ---- | ---- | --- | ---- | ---- | ---- | --- | --- | ---- | --- | ------ |
| 1    | Renault e.Dams  | 8   | 12†  | 4    | 7    | 2   | 1    | 14   | 6    | 10  | 8   | 7    | 10  | 232    |
| 1    | Renault e.Dams  | 9   | Ret  | 3    | 1    | Ret | 13   | 4    | 1    | 2*  | 9*  | 1    | 5*  | 232    |
| 2    | Dragon Racing   | 6   | 7    | 7    | 9    | 9   | 7    | 9    | Ret  | 3   | 15  | 8    | 3   | 171    |
| 2    | Dragon Racing   | 7   | 6    | 5    | 8    | 14  | 4    | 6    | 5    | 1   | 11  | 2    | 2   | 171    |
| 3    | Audi Sport ABT  | 11  | 1*   | 2    | 3    | Ret | 9    | 3    | 2    | DSQ | 2*  | 4    | 6   | 165    |
| 3    | Audi Sport ABT  | 66  | 10   | 10   | 15   | 13† | 3    | 15   | Ret  | 14  | 5   | Ret  | 11  | 165    |
| 4    | NEXTEV TCR      | 88  | 16   | 11   | 11   | 11  | 17   | 16   | 8    | 15* | 19  | 9*   | 9*  | 152    |
| 4    | NEXTEV TCR      | 99  | 8    | Ret  | 2    | 3   | 5    | 1*   | 3*   | 4*  | 1*  | 5*   | 7*  | 152    |
| 5    | Virgin Racing   | 2   | 3    | 1    | Ret  | 7   | 8    | Ret* | 4    | 8   | Ret | 6    | 1   | 133    |
| 5    | Virgin Racing   | 3   | 11   | 9    | 5    | 4   | 11   | 8    | Ret  | 12  | 13  | 14   | Ret | 133    |
| 6    | Andretti        | 27  | 2    | DSQ  | 14†* | 6*  | 18†* | 2*   | Ret* | 7   | 4   | 3    | 16  | 119    |
| 6    | Andretti        | 28  | 4    | 13   | Ret  | 12  | 2    | Ret  | 12   | 13  | 10  | 11   | 12  | 119    |
| 7    | Amlin Aguri     | 55  | Ret  | 8    | Ret  | 1   | 6    | 7    | 9    | 11  | 7   | Ret* | Ret | 66     |
| 7    | Amlin Aguri     | 77  | 15*  | 15*  | 16*  | DSQ | 10*  | Ret  | Ret* | 16  | 6   | 17   | 8   | 66     |
| 8    | Mahindra Racing | 5   | 5    | 6    | 13   | Ret | 14   | 12   | 13   | 18  | 12  | 12   | 13  | 58     |
| 8    | Mahindra Racing | 21  | Ret* | 14†* | 6    | 5*  | Ret* | 5    | Ret  | 17  | 16  | 17   | 4   | 58     |
| 9    | Venturi         | 23  | 13†  | DSQ* | 10*  | 8*  | 12   | 11   | 10   | 5   | 3   | 14   | Ret | 53     |
| 9    | Venturi         | 30  | 9    | 12   | Ret  | 10  | Ret  | 10   | 7    | 6   | 14  | 10   | 15  | 53     |
| 10   | Trulli          | 10  | Ret  | 16   | 4    | Ret | 15   | Ret  | 11   | 19† | 18  | 16   | Ret | 17     |
| 10   | Trulli          | 18  | 14   | Ret  | 12   | Ret | 16   | 13   | NC   | 9   | 17  | 18   | 14  | 17     |
| Pos. | Piloto          | N.º | PEK  | PUT  | PDE  | BUE | MIA  | LBH  | MON  | BER | MOS | LON  | LON | Puntos |

| Color     | Resultado                                                               |
| --------- | ----------------------------------------------------------------------- |
| Oro       | Ganador                                                                 |
| Plata     | 2.ª plaza                                                               |
| Bronce    | 3.ª plaza                                                               |
| Verde     | Finalizó en los puntos                                                  |
| Azul      | Finalizó sin puntos                                                     |
| Azul      | NC - No clasificado                                                     |
| Violeta   | Ret - No terminó (Carrera)                                              |
| Rojo      | DNQ - No se clasificó                                                   |
| Negro     | DSQ - Descalificado                                                     |
| Blanco    | DNS - No empezó (carrera)                                               |
| Blanco    | WD - Retirado (fin de semana)                                           |
| Blanco    | C - Carrera cancelada                                                   |
| Sin color | DNP - Inscrito pero no participó                                        |
| Sin color | INJ - Lesionado                                                         |
| Sin color | EX - Excluido                                                           |
| Estado    | Resultado                                                               |
| Negrita   | Pole position                                                           |
| Cursiva   | Vuelta rápida                                                           |
| †         | Abandona, pero clasifica al completar el porcentaje requerido para ello |

### Citas
1. ↑  «FIA Formula E». fia.com (Fédération Internationale de l'Automobile). Archivado desde el original el 17 de noviembre de 2012. Consultado el 31 de agosto de 2012.
2. 1 2  Franco, Manuel (14 de mayo de 2014). «Jaime Alguersuari vuelve a correr en la Fórmula E». AS.
3. 1 2  «Karun Chandhok and Bruno Senna to drive for Mahindra Racing in Formula E». Motorsport (en inglés). 26 de mayo de 2014.
4. 1 2  «Sebastien Buemi and Nicolas Prost join e.Dams Formula E team». Autosport (en inglés). Haymarket Group. 30 de junio de 2014.
5. ↑  «Trulli to race in Formula E with own team». GPUpdate (en inglés). 18 de junio de 2014.
6. 1 2  «ABT Sportsline ficha a Lucas di Grassi y Daniel Abt». GPUpdate. 13 de febrero de 2014.
7. 1 2  «Heidfeld y Sarrazin correrán para Venturi». GPUpdate. 26 de junio de 2014.
8. ↑  Associated Press (29 de mayo de 2014). «Andretti hires Franck Montagny». ESPN (en inglés).
9. ↑  Associated Press (29 de mayo de 2014). «Copia archivada». ESPN (en inglés). Archivado desde el original el 12 de septiembre de 2014. Consultado el 11 de septiembre de 2014.
10. ↑  «2014 FIA FORMULA E CHAMPIONSHIP PUTRAJAYA E-PRIX - Provisional Entry List» (PDF). Fórmula Efechaacceso=2 de septiembre de 2023 (en inglés).
11. ↑  Brabham to replace sick Montagny in Uruguay this weekend Archivado el 15 de diciembre de 2014 en Wayback Machine., Motorsport.com, 12 de diciembre de 2014, Nick DeGroot
12. ↑  «Amlin Aguri» (en inglés).
13. ↑   Alonso, Eric (28 de junio de 2014). «Super Aguri es Amlin Aguri y ficha a Katherine Legge». Motor y Racing.
14. ↑   Formula E: Salvador Duran subbing for Katherine Legge in Uruguay, NBC Sports (en inglés), 9 de diciembre
15. ↑  «Electric-Racing: Formula E to start in Berlin Tempelhof». MotorBlog.com. 10 de julio de 2013. Archivado desde el original el 29 de septiembre de 2013. Consultado el 3 de febrero de 2015.
16. 1 2  «New date for Berlin ePrix». FIA Formula E. 3 de febrero de 2015. Archivado desde el original el 3 de febrero de 2015. Consultado el 3 de febrero de 2015.
17. ↑  El trazado del circuito permanece sujeto a la aprobación y a la homologación de la pista por parte de la FIA
18. ↑  «Battersea Formula E race gets final approval by local council». Autosport.com. 8 de diciembre de 2014. Consultado el 9 de diciembre de 2014.